# Żylistek szorstki
Żylistek szorstki (Deutzia scabra Thunb.) – gatunek krzewu należący do rodziny hortensjowatych. Pochodzi z Japonii (wyspy Honsiu, Kiusiu i Sikoku). W wielu krajach świata, również w Polsce jest uprawiany jako roślina ozdobna.

## Morfologia

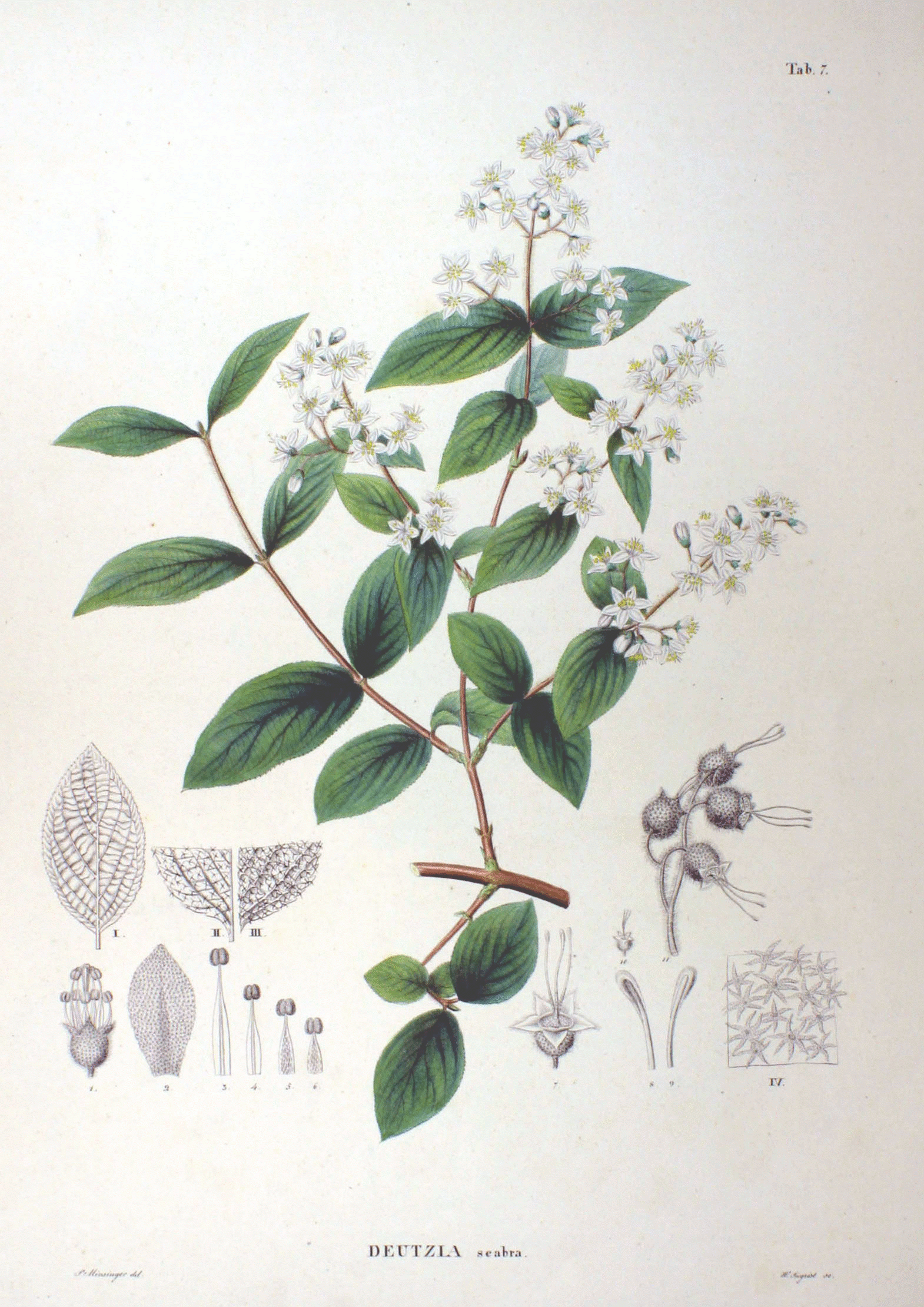
Morfologia

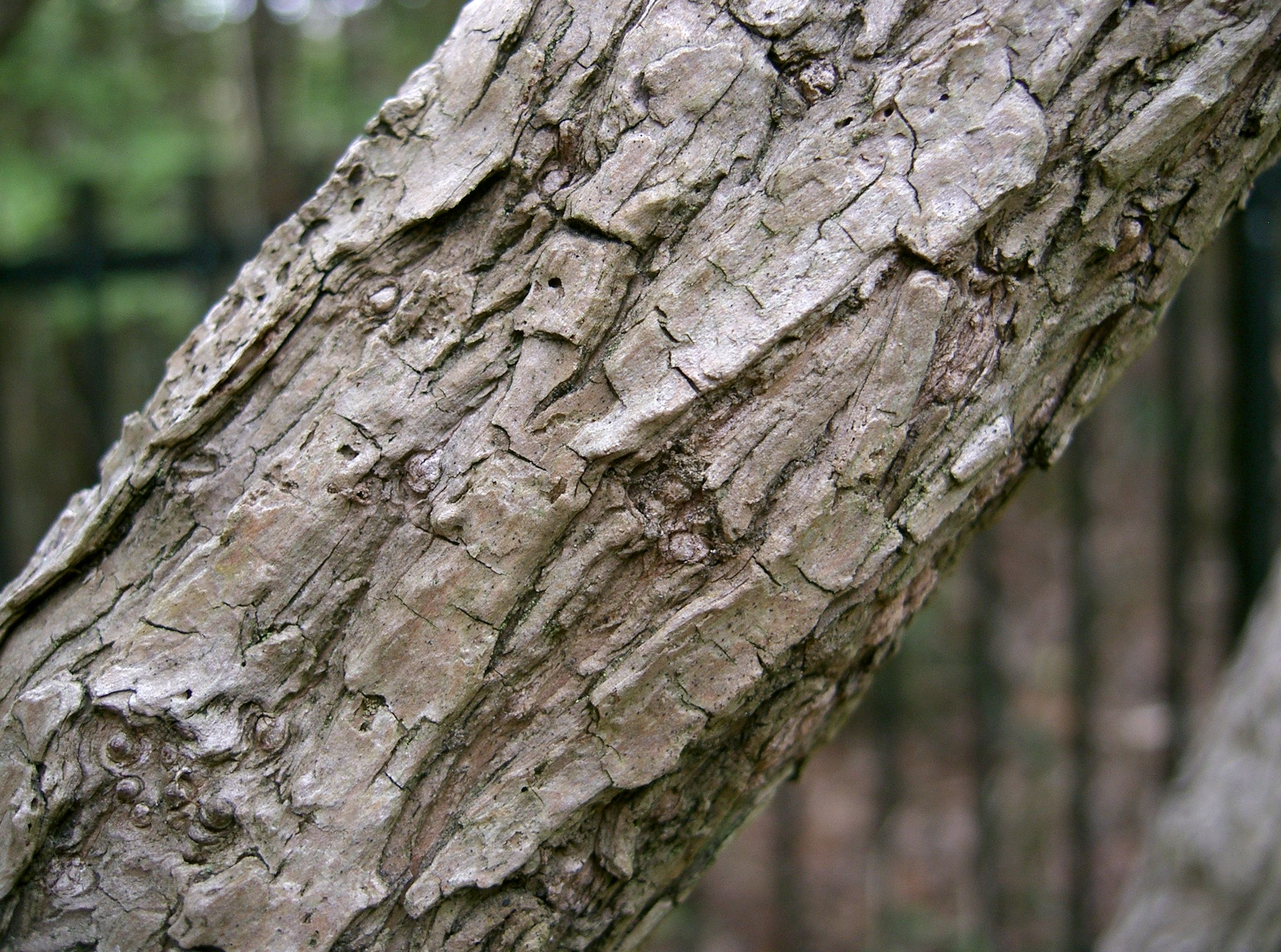
Pień

PokrójKrzew do 3 m wysokości.
PieńCzerwonobrązowe gałązki, kora łuszcząca się na starszych pędach.
LiścieJajowato-lancetowate, 6–12 cm długości, pokryte gwiazdkowatymi włoskami, szorstkie.
KwiatyBiałe, niekiedy z zewnątrz lekko zaróżowione, bardzo okazałe, zebrane w gęste wiechy. Działek i płatków po pięć. Słupek 1, z 3 szyjkami, pręcików 10, rozmieszczonych w dwóch okółkach.
W zależności od odmiany kwitnie od końca kwietnia do końca lipca.
OwocTrzykomorowa torebka z licznymi, drobnymi nasionami.

## Zastosowanie
Jest najdawniej uprawianym gatunkiem żylistka. W Polsce jest sadzony w parkach i przydomowych ogródkach. Jest odporny na mróz. Roślina miododajna. Oprócz typowej formy gatunku uprawia się bardziej ozdobne kultywary o pełnych kwiatach, m.in.: `Candidissima` o czysto białych kwiatach, `Flore Plena` o pełnych kwiatach, na zewnętrznej stronie różowopaskowanych, `Pride of Rochester` o pełnych z zewnątrz fiołkoworóżowych kwiatach.